# Jens Schow Fabricius

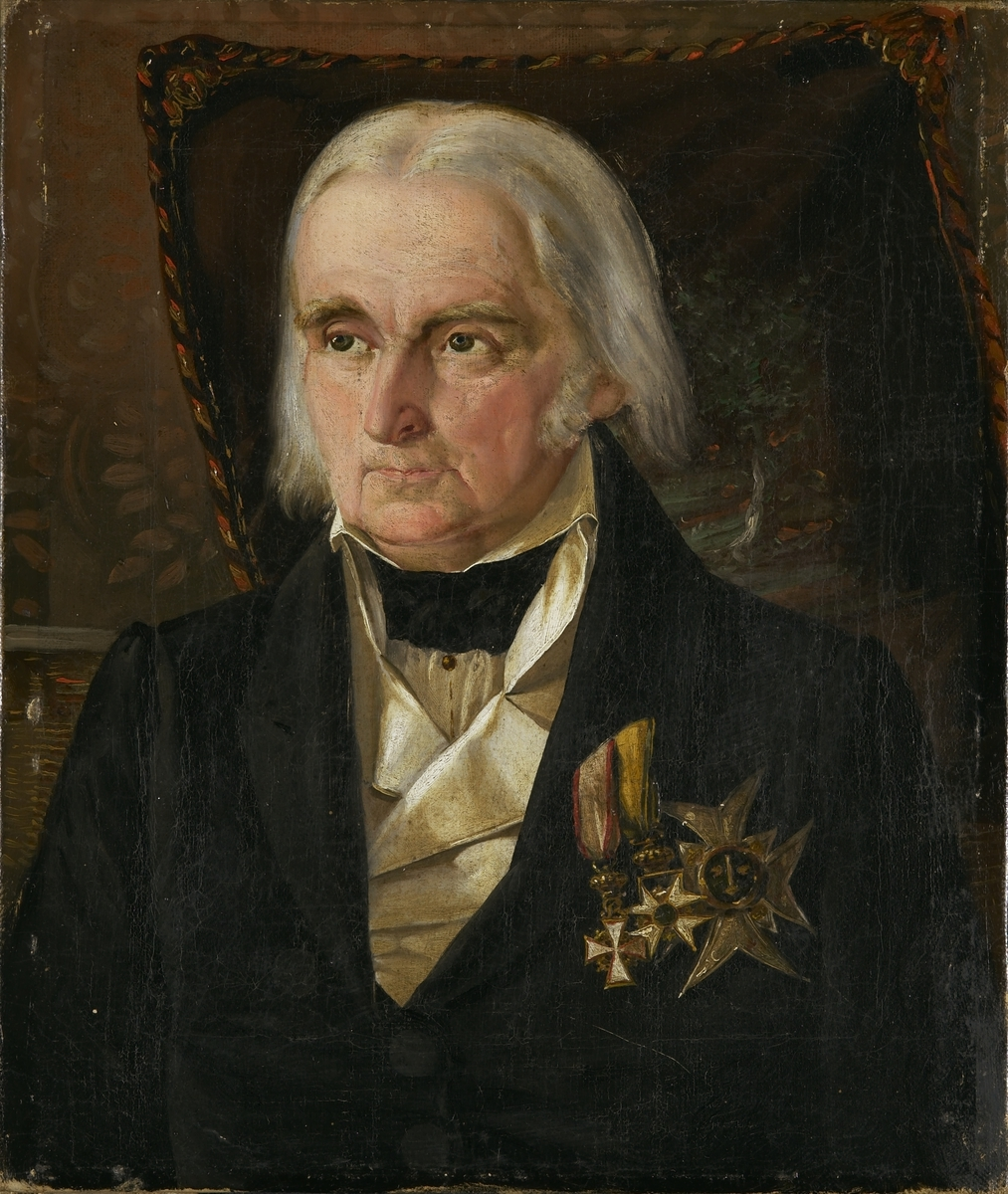
Jens Schow Fabricius.

Jens Schow Fabricius, född 3 mars 1758 i Larvik, död 6 april 1841 i Porsgrunn, var en norsk amiral.
Fabricius blev 1801 kommendant i Fredriksværn. År 1814 var han medlem av riksförsamlingen på Eidsvoll, utnämndes samma år till chef för Sjökrigskommissariatet (sedermera Sjökrigskollegiet, indraget 31 mars 1815) samt till konteramiral och blev 1821 viceamiral.